# Belos (pare de Dido)
D'acord amb la mitologia grega, Belos (en grec antic: Βῆλος), va ser, segons algunes genealogies, un rei de Tir, pare de Dido, de Pigmalió i d'Anna Perenna.
Des d'un punt de vista històric, Belos es podria identificar amb el rei Mattan I (829 aC - 821 aC).